# Вайсвассер (Верхняя Лужица)
Вайсва́ссер или Бе́ла-Во́да (нем. Weißwasser; в.-луж. Běła Woda) — город в Германии, районный центр, расположен в земле Саксония. Подчинён административному округу Дрезден. Входит в состав района Гёрлиц. Подчиняется управлению Вайсвассер. Население составляет 19 911 человек (на 31 декабря 2009 года). Занимает площадь 63,60 км².
Входит в состав культурно-территориальной автономии «Лужицкая поселенческая область», на территории которой действуют законодательные акты земель Саксонии и Бранденбурга, содействующие сохранению лужицких языков и культуры лужичан. Официальным языком в населённом пункте, помимо немецкого, является лужицкий.

## Фотографии

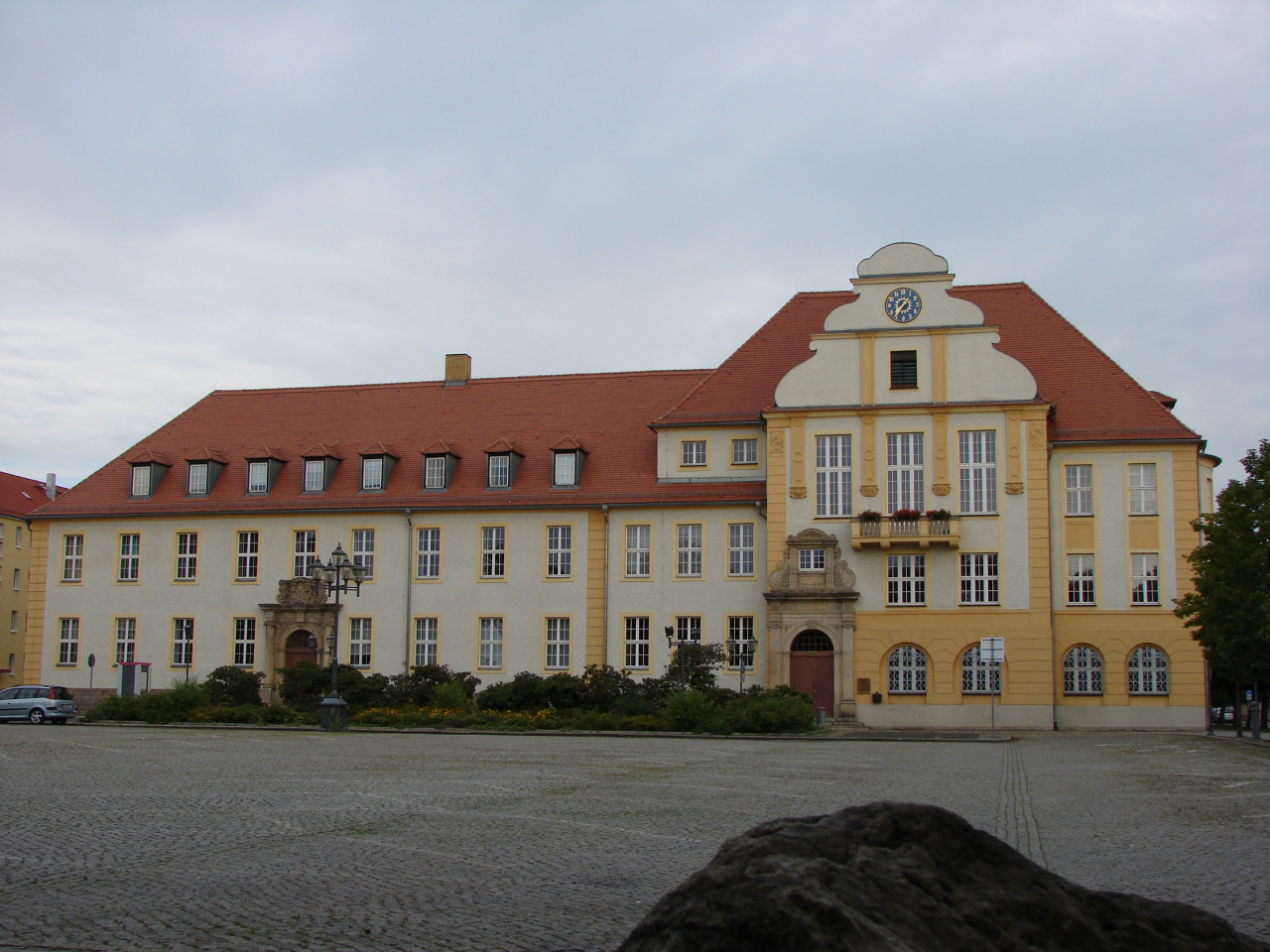
Ратуша
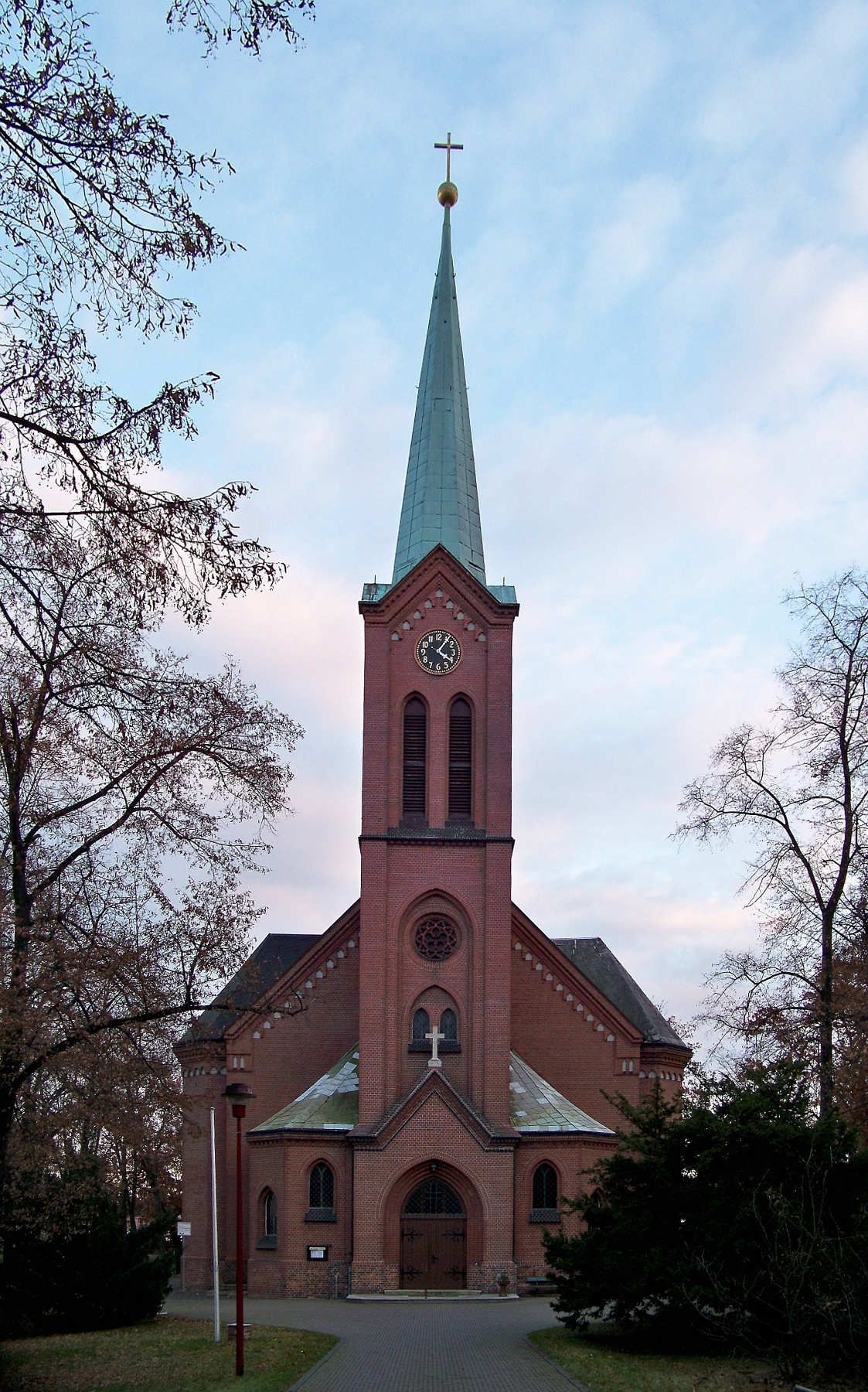
Католическая церковь св. Креста
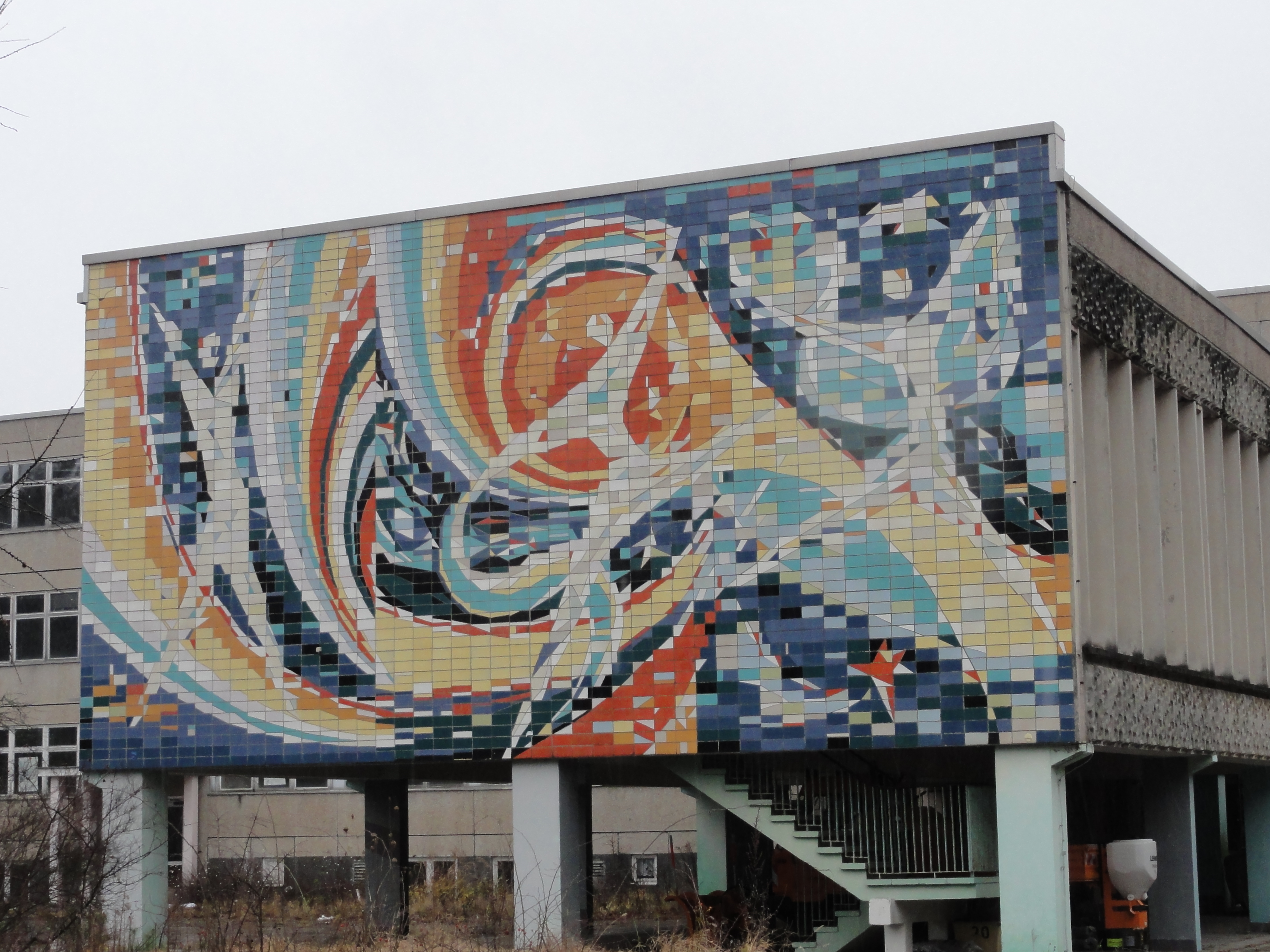
Керамическое панно из Майсенского фарфора на здании Политехнической школы № 10, автор Георгиос Влахопулос, 1986
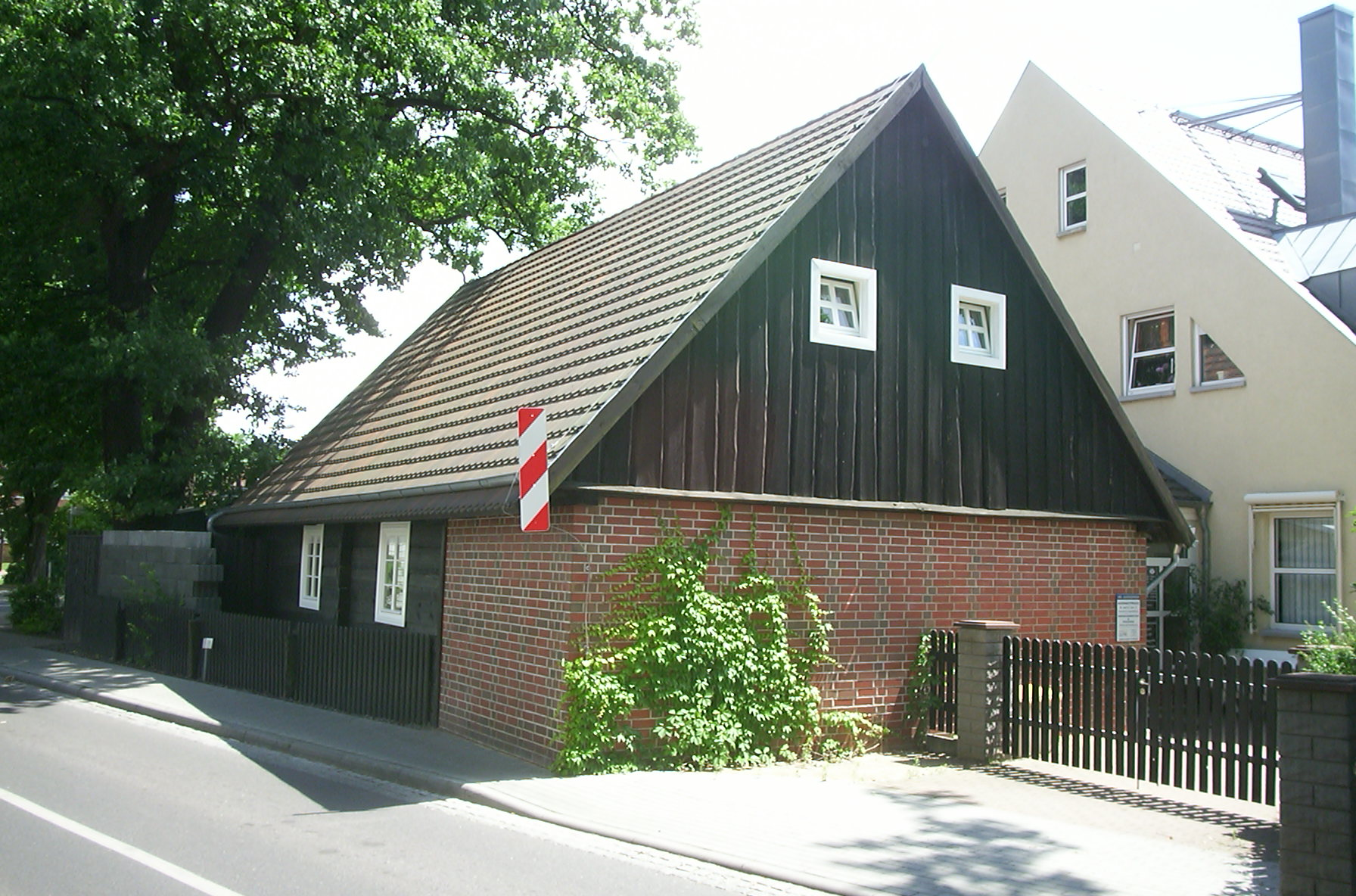
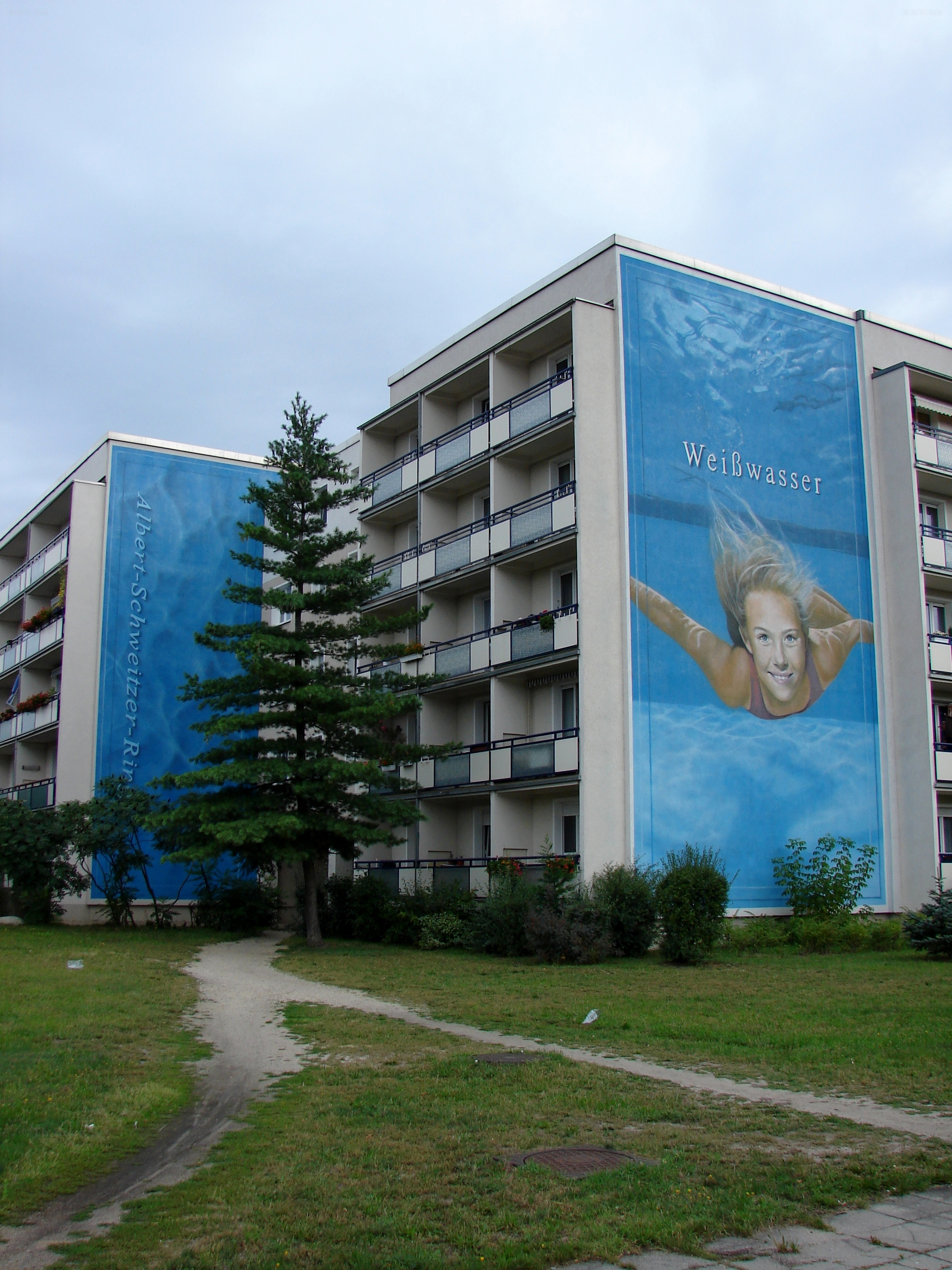
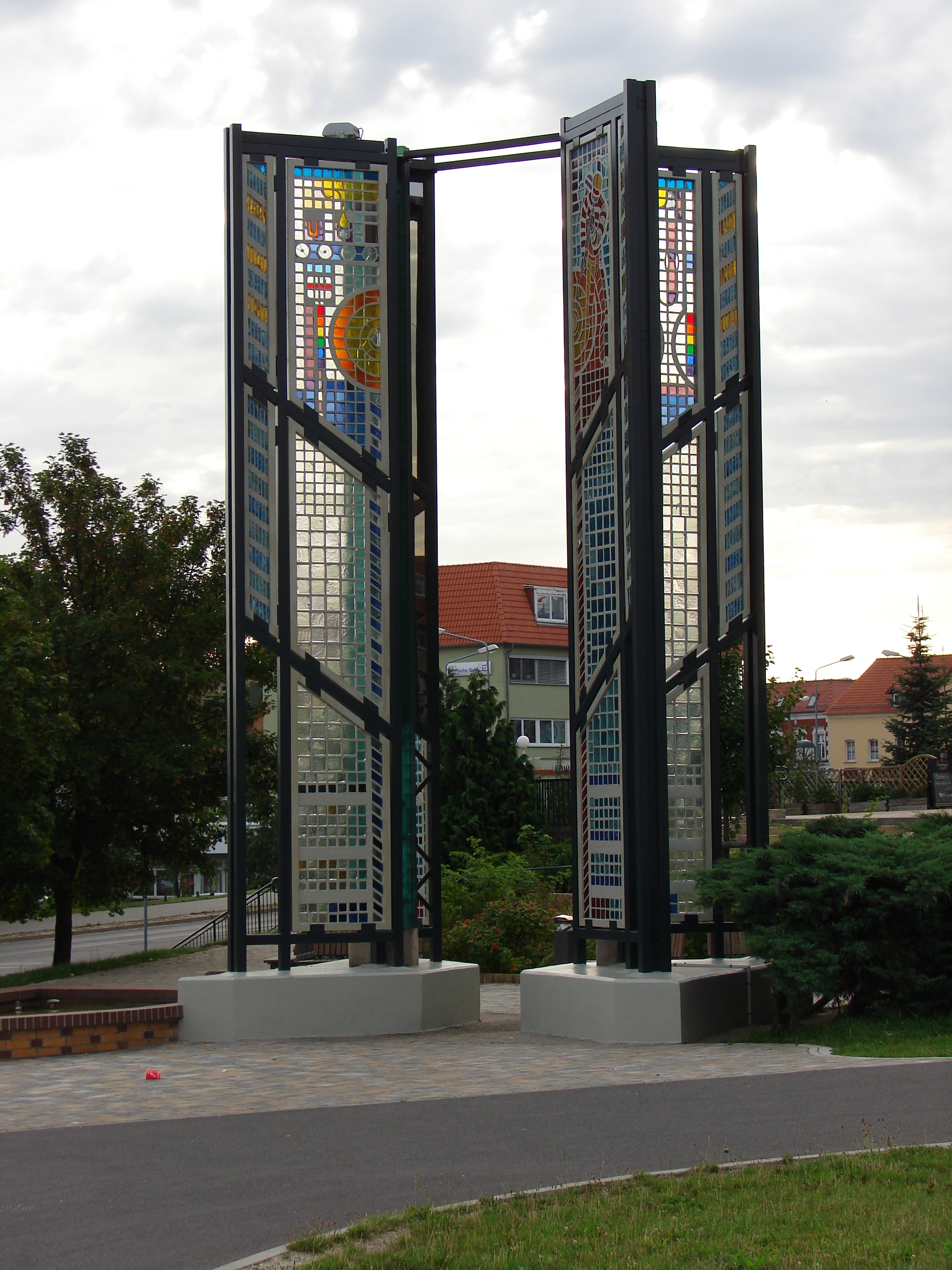
Стелла стеклодувов
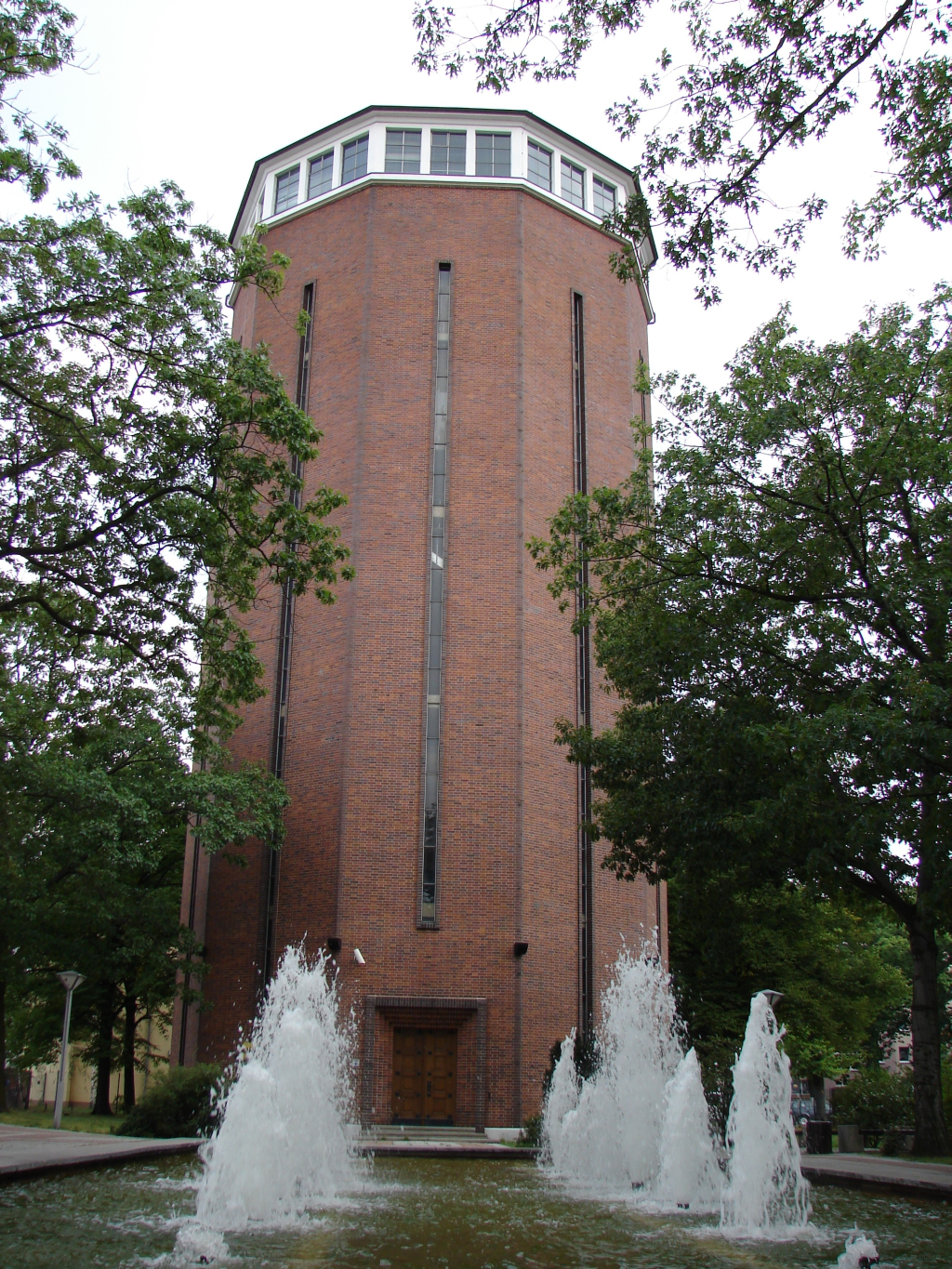

## Известные уроженцы
- Тино Хрупалла — немецкийй политик, сопредседатель партии АдГ